# S Arae
S Arae är en pulserande variabel av RR Lyrae-typ (RRAB/BL) i stjärnbilden Altaret. 
Stjärnan varierar mellan visuell magnitud +9,92 och 11,24 med en period av 0,451848 dygn eller 10,8444 timmar. RR Lyrae-stjärnornans period varierar mellan 0,2 och 1,2 dygn med ett medianvärde på 0,5 dygn. S Arae ligger alltså strax under medelvärdet.